# Pisany

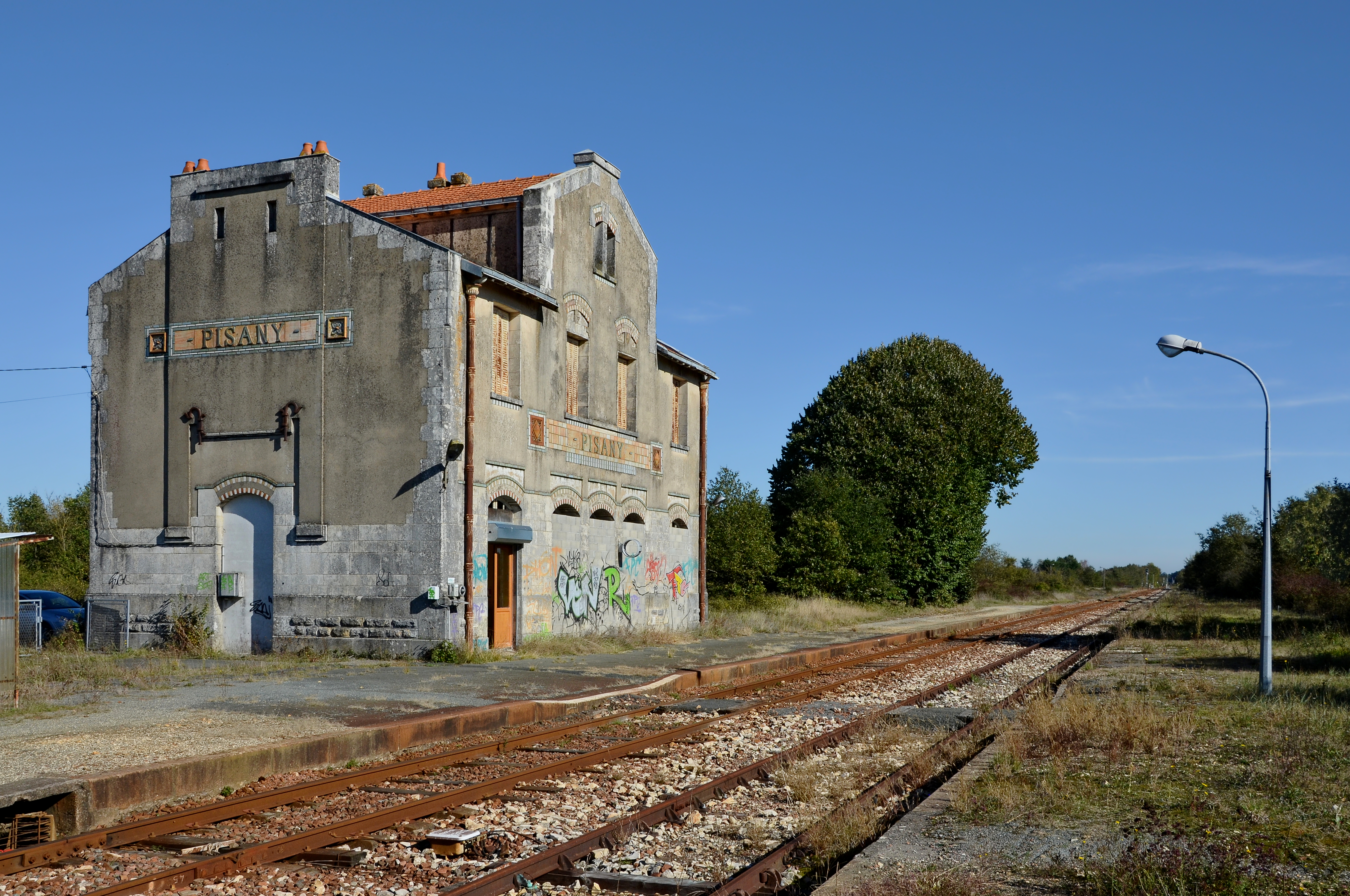
Station

Pisany is een gemeente in het Franse departement Charente-Maritime (regio Nouvelle-Aquitaine) en telt 416 inwoners (1999). De plaats maakt deel uit van het arrondissement Saintes.

## Geografie
De oppervlakte van Pisany bedraagt 6,5 km², de bevolkingsdichtheid is 64,0 inwoners per km².
De onderstaande kaart toont de ligging van Pisany met de belangrijkste infrastructuur en aangrenzende gemeenten.

## Demografie
Onderstaande figuur toont het verloop van het inwonertal (bron: INSEE-tellingen).